# Forschungen zur deutschen Sozialgeschichte
Die Forschungen zur deutschen Sozialgeschichte sind eine Abteilung der Historischen Kommission bei der Bayerischen Akademie der Wissenschaften. Anlässlich ihrer Gründung 1962 legte Werner Conze ein weitgestecktes Editionsprogramm zur Sozialgeschichte im 19. Jahrhundert vor. Dabei zeigte er bereits eine Reihe von Problemen für die konkrete Arbeit auf. Entstanden sind dennoch vor allem zwei große mehrbändige Werke, die „Quellen zur Bevölkerungs-, Sozial- und Wirtschaftsstatistik Deutschlands 1815–1875“ und die Reihe „Säkularisation und Mediatisierung in den vier rheinischen Departements 1803–1813“, die, so Dieter Langewiesche „der Forschung grundlegendes Datenmaterial zum gesellschaftlichen Wandel im 19. Jahrhundert zur Verfügung stellten“.

## Publikationen der Abteilung
- Wolfgang von Hippel: Die Bauernbefreiung im Königreich Württemberg.
  - Band I: Darstellung. Boppard am Rhein 1977.
  - Band II: Quellen. Boppard am Rhein 1977.
- Wolfgang Köllmann (Hrsg.): Quellen zur Bevölkerungs-, Sozial- und Wirtschaftsstatistik Deutschlands 1815–1875.
  - Band I: Quellen zur Bevölkerungsstatistik Deutschlands 1815–1875. Bearbeitet von Antje Kraus. Boppard am Rhein 1980.
- Band II: Berufs- und Gewerbestatistik Deutschlands 1816–1875: Preußische Provinzen. Bearbeitet von Antje Kraus. Boppard am Rhein 1989.
- Band III: Berufs- und Gewerbestatistik Deutschlands 1816–1875: Norddeutsche Staaten. Bearbeitet von Antje Kraus. Boppard am Rhein 1994.
- Band IV: Berufs- und Gewerbestatistik Deutschlands 1816–1875: Mitteldeutsche Staaten. Bearbeitet von Antje Kraus. Boppard am Rhein 1995.
- Band V: Berufs- und Gewerbestatistik Deutschlands 1816–1875: Süddeutsche Staaten. Bearbeitet von Antje Kraus. Boppard am Rhein 1995.
- Michael Müller: Säkularisation und Grundbesitz. Zur Sozialgeschichte des Saar-Mosel-Raumes 1794–1813. Boppard am Rhein 1980.
- Wolfgang Schieder, Alfred Kube: äkularisation und Mediatisierung. Die Veräußerung der Nationalgüter im Rhein-Mosel-Departement. Boppard am Rhein 1987.
- Wolfgang Schieder (Hrsg.): Säkularisation und Mediatisierung in den vier rheinischen Departements 1803–1813. Edition des Datenmaterials der zu veräußernden Nationalgüter.
  - Teil I: Einführung und Register. Datentechnisch aufbereitet von Manfred Koltes. Boppard am Rhein 1991.
  - Teil II, 1: Rhein-Mosel-Departement. Herausgegeben von Wolfgang Schieder. Datentechnisch aufbereitet von Manfred Koltes. Boppard am Rhein 1991.
  - Teil II, 2: Rhein-Mosel-Departement. Herausgegeben von Wolfgang Schieder. Datentechnisch aufbereitet von Manfred Koltes. Boppard am Rhein 1991.
  - Teil III: Saar-Departement. Herausgegeben von Wolfgang Schieder. Datentechnisch aufbereitet von Manfred Koltes. Boppard am Rhein 1991.
  - Teil IV: Donnersberg-Departement. Herausgegeben von Wolfgang Schieder. Datentechnisch aufbereitet von Manfred Koltes. Boppard am Rhein 1991.
  - Teil V, 1: Roer-Departement. Herausgegeben von Wolfgang Schieder. Datentechnisch aufbereitet von Manfred Koltes. Boppard am Rhein 1991.
  - Teil V, 2: Roer-Departement. Herausgegeben von Wolfgang Schieder. Datentechnisch aufbereitet von Manfred Koltes. Boppard am Rhein 1991.
- Werner Conze, Wolfgang Zorn (Hrsg.): Die Protokolle des Volkswirtschaftlichen Ausschusses der deutschen Nationalversammlung 1848/49. Mit ausgewählten Petitionen. Bearbeitet von Rüdiger Moldenhauer. Boppard am Rhein 1992.
- Werner Conze, Wolfgang Zorn (Hrsg.): Die Petitionen an den Deutschen Handwerker- und Gewerbe-Kongreß in Frankfurt 1848. Bearbeitet von Rüdiger Moldenhauer. Boppard am Rhein 1994.
- Gabriele B. Clemens Immobilienhändler und Spekulanten. Die sozial- und wirtschaftsgeschichtliche Bedeutung der Großkäufer bei den Nationalgüterversteigerungen in den rheinischen Departements (1803–1813). Boppard am Rhein 1995.
- Rüdiger Hachtmann (Hrsg.): Ein Koloß auf tönernen Füßen. Das Gutachten des Wirtschaftsprüfers Karl Eicke über die Deutsche Arbeitsfront vom 31. Juli 1936. München 2006.

Die in der Abteilung erarbeitete Rektoratsreden-Datenbank des 19. und 20. Jahrhunderts ist digital verfügbar.